# Gotham Independent Film Awards 2010
La 20ª edizione dei Gotham Independent Film Awards si è svolta il 29 novembre 2010 al Cipriani Wall Street di New York ed è stata presentata da Patricia Clarkson e Stanley Tucci.
Le candidature sono state annunciate il 18 ottobre 2010.

## Vincitori e candidati
I vincitori sono indicati in grassetto, a seguire gli altri candidati.

### Miglior film
- Un gelido inverno (Winter's Bone), regia di Debra Granik
- Il cigno nero (Black Swan), regia di Darren Aronofsky
- I ragazzi stanno bene (The Kids Are All Right), regia di Lisa Cholodenko
- Blood Story (Let Me In), regia di Matt Reeves
- Blue Valentine, regia di Derek Cianfrance

### Miglior documentario
- The Oath, regia di Laura Poitras
- 12th & Delaware, regia di Rachel Grady ed Heidi Ewing
- Inside Job, regia di Charles Ferguson
- La parola a Fran Lebowitz (Public Speaking), regia di Martin Scorsese
- Sweetgrass, regia di Lucien Castaing-Taylor

### Miglior interprete emergente
- Ronald Bronstein - Daddy Longlegs
- Prince Adu - Prince of Broadway
- Greta Gerwig - Lo stravagante mondo di Greenberg (Greenberg)
- Jennifer Lawrence - Un gelido inverno (Winter's Bone)
- John Ortiz - Jack Goes Boating

### Miglior cast
- Un gelido inverno (Winter's Bone)

Jennifer Lawrence, John Hawkes, Dale Dickey, Lauren Sweetser, Garret Dillahunt e Kevin Breznahan
- I ragazzi stanno bene (The Kids Are All Right)

Annette Bening, Julianne Moore, Mark Ruffalo, Mia Wasikowska e Josh Hutcherson
- Perdona e dimentica (Life During Wartime)

Shirley Henderson, Ciarán Hinds, Allison Janney, Michael Lerner, Chris Marquette, Rich Pecci, Charlotte Rampling, Paul Reubens, Ally Sheedy, Dylan Riley Snyder, Renée Taylor e Michael Kenneth Williams
- Please Give

Catherine Keener, Amanda Peet, Oliver Platt, Rebecca Hall, Ann Guilbert, Lois Smith, Sarah Steele e Thomas Ian Nicholas
- Tiny Furniture

Lena Dunham, Laurie Simmons, Grace Dunham, Rachel Howe, Merritt Wever, Amy Seimetz, Alex Karpovsky, David Call, Jemima Kirke, Sarah Sophie Flicker, Garland Hunter ed Isen Hunter

### Miglior regista emergente
- Kevin Asch - Holy Rollers
- Lena Dunham - Tiny Furniture
- Glenn Ficarra e John Requa - Colpo di fulmine - Il mago della truffa (I Love You Phillip Morris)
- Tanya Hamilton - Night Catches Us
- John Wells - The Company Men

### Premio del pubblico
- Brotherhood, regia di Will Canon
- Un gelido inverno (Winter's Bone), regia di Debra Granik
- 9000 Needles, regia di Doug Dearth
- White Irish Drinkers, regia di John Gray
- Waiting for "Superman", regia di Davis Guggenheim

### Premio alla carriera
- Darren Aronofsky
- Robert Duvall
- James Schamus
- Hilary Swank